# Anatolij Viktorovics Fegyukin
Anatolij Viktorovics Fegyukin, oroszul: Анатолий Викторович Федюкин (Voronyezs, 1952. január 26. – 2020. július 29.) olimpiai bajnok és ezüstérmes szovjet válogatott orosz kézilabdázó.

## Pályafutása
1978-ig a Zenyit Moszkva, utána a CSZKA Moszkva játékosa volt.
A szovjet válogatottban 103 alkalommal szerepelt és 222 gólt szerzett.
Tagja volt 1976-os olimpiai bajnok és az 1980-as ezüstérmes csapatnak.

## Sikerei, díjai
- Olimpiai játékok
  - aranyérmes: 1976, Montréal
  - ezüstérmes: 1980, Moszkva